# Lorraine (D657)
Lorraine (D657) es una fragata en servicio de la Armada francesa. Fue construida por el programa de fragatas multipropósito FREMM. Es la segunda de dos variantes de defensa aérea de la clase conocida como FREMM DA (Frégate Européenne Multimissions de Défense Aérienne) en ese programa.

## Historial operativo
En marzo de 2023, durante unos ejercicios, se informó que la fragata había lanzado con éxito un misil de defensa aérea Aster-30.

La Lorraine y su nave hermana la Alsace mantienen la mayoría de los armamentos y sensores ASW dentro la clase FREMM denominada clase Aquitaine. En abril de 2023, pero aún antes de su plena aceptación en el servicio activo, la Lorraine comenzó un despliegue a largo plazo en la región del Pacífico. Más adelante en el mes, la fragata recibió la tarea de participar en la evacuación de ciudadanos franceses y aliados de Sudán. Para esa misión, el barco supuestamente embarcó en un helicóptero Puma del ejército francés, que subió a bordo en Yibuti. En junio, la fragata participó en una serie de ejercicios con buques de la Fuerza Marítima de Autodefensa de Japón, entre ellos el destructor Yamagiri, la fragata Kumano y el submarino Taigei. En el mismo mes, también se integró con el grupo de batalla del portaaviones USS  Ronald Reagan durante quince días.
El barco fue dado de alta en el servicio activo formalmente el 13 de noviembre de 2023.